# Систем органа за дисање
Систем органа за дисање (респираторни систем) обавља размену гасова између организма и спољашње средине. Процесом дифузије се преко респираторних површина усваја кисеоник, а отпушта угљен-диоксид у спољашњу средину. Кисеоник је већини организама неопходан за производ ослобађа угљен-диоксид.
Све организме можемо поделити у две групе, зависно од њиховог односа према кисеонику:
- аеробне организме којима ја за живот и развој неопходан кисеоник;
- анаеробне којима кисеоник није потребан.

Да би процес размене гасова био успешан потребно је да респираторна површина буде што већа и богато снабдевена крвним судовима. У зависности од тога на ком нивоу се одвија, дисање је могуће поделити на:
- унутрашње дисање - обухвата размену гасова на нивоу ткива и ћелија;
- спољашње дисање - размена гасова кроз респираторне површине које су у додиру са спољашњом средином.

Спољашњим дисањем усваја се кисеоник који прелази у крв, везује се за хемоглобин (образује се окси-хемоглобин )и њоме доспева до свих ткива и ћелија у организму. Кисеоник из крви дифузијом улази у ћелије и омогућава ћелијско дисање. Као крајњи производ ћелијског дисања ствара се угљен-диоксид који опет по законима дифузије прелази из ћелија у крв. У крви се везује за хемоглобин (настаје карбамино-хемоглобин) и тако транспортује до респираторних органа, а затим из њих у спољашњу средину.
Пошто је молекуларни кисеоник у високим концентрацијама штетан за ткива (доводи до оксидације органских материја) он се не може магационирати као што то могу хранљиве материје или вода. Зато је неопходно његово непрекидно снабдевање из спољашње средине.

## Сисари

### Анатомија
1. Душник
2. Главна бронхија
3. Лобарна бронхија
4. Сегментална бронхија
5. Бронхиоле
6. Алвеоларни канал
7. Алвеола

Код људи и других сисара, анатомија типичног респираторног система је респираторни тракт. Тракт је подељену у горњи и доњи. Горњи тракт обухвата нос, носне шупљине, синуса, ждрела и дела гркљана изнад гласних струна. Нижи тракт обухвата нижи део гркљана, душник, бронхије, бронхиоле и алвеоле. 
Разгранати дисајни путеви у доњем тракту се често описују као респираторно стабло или трахеобронхијално стабло. Интервали између узастопних места гранања дуж разних грана „стабла“ се обично називају „генерацијама“ гранања, којих у одрастао човек има око 23. Раније генерације (приближно генерације 0–16) састоје се од трахеја и бронхија, као и већих бронхиола које једноставно делују као ваздушни водови. Оне доводе ваздух до респираторних бронхиола, алвеоларних канала и алвеола (приближно генерације 17–23), где долази до размене гасова. Бронхиоле се дефинишу као мали ваздушни путеви без хрскавичасте подршке.
Прве бронхије које се гранају од душника су десна и лева главна бронхија. Оне су мањег пречника (1 -1,4 cm) од душника (1,8 cm). Ове бронхије улазе у плућа на сваком хилуму, где се гранају у уже секундарне бронхије познате као лобарне бронхије, и оне се гранају у уже терцијарне бронхије познате као сегменталне бронхије. Даље поделе сегменталних бронхија (1 до 6 mm у пречнику) су познате као 4. ред, 5. ред, и 6. ред сегменталних бронхија, или груписане заједно као субсегменталне бронхије.
У поређењу са просеком од 23 гранања респираторног стабла код одраслог човека, миш има само око 13 таквих гранања. 
Алвеоле су мртви крајеви „стабла“, што значи да ваздух који у њих уђе мора да изађе истим путем. Систем попут овог креира мртви простор, запремину ваздуха (око 150 ml код одраслог човека) која попуњава ваздушне путеве након издисаја и која се удише назад у алвеоле пре него што ваздух из околине доспе до њих. На крају инхалације ваздушни путеви се попуњавају ваздухом из околине, који се издиже без долажења у контакт са размењивачима ваздуха.

### Вентилаторске запремине
Плућа се шире и скушљају током циклуса дисања, и при том се уноси и износи ваздух из плућа. Запремина ваздуха који се унесе и изнесе из плућа под нормалним условима одмора (одмарајућа дисајна запремина од око 500 ml), и запремина која се покреће током максимално форсираног удисања и максимално форсираног издисања се мери код људи помоћу спирометра.
Сав ваздух се не може издахнути из плућа при максимално форсираном издисању. То се назива резидуалном запремином која је око 1,0-1,5 литара, што се не може мерити спирометријом. Запремине које обухватају резидуалну запремину (тј. функционална резидуална запремина од око 2.5-3.0 литара, и тотални капацитет плућа од око 6 литара) се исто тако не могу мерити спирометријом. Њихова мерења захтевају специјалне технике.
Браина којом се ваздух удише и издише, било кроз уста или нос, или у и из алвеола је табулисана испод, заједно са начином израчунавања. Број циклуса дисања по минути је познат као респираторна брзина.
| Мерење                      | Једначина                                                 | Опис |
| --------------------------- | --------------------------------------------------------- | --- |
| Минутна вентилација         | дисајна запремина * респираторна брзина                   | тотална запремина ваздуха који улази, или излази, кроз нос или уста по минуту.                                     |
| Алвеоларна вентилација      | (дисајна запремина – мртви простор) * респираторна брзина | запремина ваздуха који улази или излази из алвеола по минуту.                                                      |
| Вентилација мртвог простора | мртви простор * респираторна врзина                       | запремина ваздуха која не досеже алвеоле током инхалације, већ уместо тога остаје у ваздушним путевима, по минуту. |

### Механика дисања
Код сисара, инхалација при одмарању се примарно одвија путем контракције дијафрагме. Она је одозго засвођена мишићна плоча која раздваја грудни кош од трбушне шупљине. Кад се она контрахује плоча се поравна, (тј. покреће се надоле као што је приказано на слици) чиме се повећава запремина прсне шупљине. Контрахујућа дијафрагма гура трбушне органе надоле. Дно карлице спречава трбушне органе да се крећу у том правцу, док гипки садржај абдомена узрокује да се стомак испупчава према напред и према странама, пошто се релаксирани трбушни мишићи не одупиру том кретању. Ово потпуно пасивно испупчавање трбуха (и скупљање током издисаја) током нормалног дисања понекад се назива „абдоминалним дисањем“, мада је то заправо „дијафрагматично дисање“, које није видно изван тела. Сисари једино користе њихове трбушне мишиће током присилних издисања, а никад при било којој форми удисања. 
Како се дијафрагма контрахује, грудни кош се симултано увећава путем повлачења ребара нагоре интеркосталним мишићима. Сва ребра нагнута надоле од задњег дела ка напред; а најнижа ребра су осим надоле нагнута ка споља од средишње линије. Стога се величина грудног коша може повећати на исти начин као и антеро-постериорно растојање путем пумпног кретања.
Увећање вертикалних димензија прсне шупљине контракцијом дијафрагме, и њених хоризонталних димензија подизањем предњег и бочних делова ребара, узрокује опадање интрапрсног притиска. Унутрашњост плућа се отвара за спољашњи ваздух, и како су она еластична, она се шире и да попуне додатни простор. Доток ваздуха у плућа се јавља путем дисајних путева. Код здравих особа су ваздушни путеви (почевши од носа или уста, и све до микроскопских мехурића мртвих крајева званих алвеоле) су увек отворене, мада се пречници разних секција могу мењати посредством симпатичког и парасимпатичког нервног система. Алвеоларни ваздушни притисак је стога увек близу атмосферског ваздушног притиска (око 100  на нивоу мора) у миру. Градијенти притиска који узрокују да ваздух улази и излази из плућа током дисања ретко прекорачују 2–3 kPa.
Током издисања дијафрагма и интеркостални мишићи се релаксирају. Тиме се груди и трбух враћају у позицију коју одређује њихова анатомска еластичност. Ово је „средишња мирујућа позиција“ грудног коша и абдомена када плућа садрже свој функционални резидуални капацитет ваздуха (светлоплава површина на илустрацији с десне стране, која код одрасле особе има запремину од око 2,5-3,0 литара. Опуштање издисања траје око два пута дуже од удисања, јер се дијафрагма пасивно опушта, нежније него што се активно контрахује током инхалације.

## Дисајни систем животиња

### Шкољке
Шкољке углавном поседују шкрге које им омогућавају размену кисеоника између водене средине и циркулаторног система. Те животиње такође имају срце које пумпа крв која садржи хемоцијанин као молекул која преноси кисеоник. Према томе, њихов респираторни систем сличан је ономе код риба. У саставу респираторног система пужева могу се налазити или шкрге или једно плућно крило.

### Инсекти
Већина инсеката дише пасивно помоћу посебних отвора на егзоскелету, а ваздух доспева у тело путем многобројних малих цевчица које се називају трахеје (још мање се називају трахеоле). Дифузија гасова у том случају ефикасна је на малим раздаљинама, али не и великим, те је то један од разлога зашто су инсекти релативно мали. Они који немају те отворе и трахеје, као што су неки припадници разреда Collembola, дишу директно кроз кожу, такође дифузијом гасова. Број отвора на инсекту варира међу врстама, али увек долазе у паровима, један са сваке стране тела, и обично један по сегменту тела. Неки припадници реда Diplura их имају једанаест, са по четири пара на грудном кошу, али код најстаријих форми инсеката, као што су скакавци и вилини коњици, постоје два отвора на грудном кошу и осам на абдомену. Код већине осталих инсеката их је, међутим, мање.
Кисеоник доспева у ћелије на нивоу трахеола. Трахеје су испуњене водом због пропустљивих ћелијских мембрана њиховог околног ткива. Током обављања активности ниво воде се повлачи због повећане концентрације млечне киселине у мишићним ћелијама. То смањује потенцијал воде и она се осмозом повлачи у ћелије, а ваздух доспева ближе мишићним ћелијама. Дифузијски пут се смањује и гасови се тако лакше могу преносити.
Некада се сматрало да инсекти константно врше размену гасова са спољном средином простом дифузијом гасова у трахејском систему. Међутим, недавно су документоване велике варијације у вентилаторним структурама инсеката, па се чини да и респирација много варира. Неки инсекти имају континуирану респирацију, а неким недостаје мишићна контрола стигми. Међутим, други користе мишићну контракцију абдомена заједно са координираним стезањем и опуштањем стигми како би створили цикличну размену гасова и смањили губитак воде. Најекстремнији облици тога називају се циклуси дисконтинуиране размене гасова (енг. discontinuous gas exchange cycles, DGC).

### Рибе
Код риба као респираторни органи функционишу шкрге.
Код риба је са сваке стране ждрела развијена шкржна дупља у којој леже шкрге. Шкржне дупље комуницирају са једне стране са ждрелом, а са друге са спољном средином. Свака шкрга се састоји од лучне основе која носи два низа финих шкржних листића. Дуж основе пролазе: скелетни лук (даје ослонац шкргама), доводни (носи редуковану) и одводни (носи оксидовану крв) крвоток.
Код неких риба (плућашице или дводихалице) које живе у плитким водама које често пресушују, рибљи мехур врши улогу допунског респираторног органа којим у време суше ове рибе могу да користе атмосферски ваздух. Рибљи мехур представља испупчење једњака. Има претежно функцију апарата којим се регулише кретање на мањим или већим дубинама, али по потреби може да функционише и као плућа.

### Водоземци
Код водоземаца и плућа и коже служе као респираторни органи. Кожа тих животиња је јако прокрвљена и влажна, а влагу одржавају лучењем слузи из специјализираних ћелија. Иако плућа имају примарну функцију при контроли дисања, јединствене особине коже помажу брзој размени гасова када су водоземци потопљени у воду богату кисеоником.

### Гмизавци
Анатомска структура плућа је мање комплексна код гмизаваца него код сисара, будући да гмизавцима недостаје врло екстензивна структура плућа слична стаблу коју видимо код сисара. Размена гасова код гмизаваца још увек се одвија у алвеолама; међутим, гмизавци немају дијафрагму. Према томе, дисање се одвија променом запремине телесне шупљине, коју код свих гмизаваца осим корњача контролише контракција Musculi intercostales. Код корњача удисање и издисање контролише контракција одређених парова мишића на боковима тела.

### Птице
Респираторни систем птица се знатно разликује од оног код сисара, будући да има јединствене анатомске особине као што су ваздушне вреће. Плућа птица такође немају капацитет за напухивање будући да птице немају дијафрагму и плеуралну шупљину (cavum pleurae). Размена гасова код птица одвија се међу ваздушним капиларима и крвним капиларима, а не у алвеолама.

## Болести
При дисању кроз плућа се креће велика количина гасова, а са гасовима и разни микроорганизми, честице прашине, испарења, издувни гасови. Иако се они удишу у малим количинама, након неког времена се накупе у плућима и могу изазвати разне сметње и обољења. 
Најчешће обољење дисајних путева је прехлада (нахлада, назеб). Она се препознаје по упали слузокоже дишног пута, која поцрвени, отекне и лучи много слузи. У дисајном путу долази до пецкања, голицања и сврбежа. То све подстиче јак кашаљ, а често долази и до грознице. Ако је упала ограничена на слузокожу носне шупљине, онда се то назива кијавицом. У том случају се обољење може пренети на синусе, што може бити врло болно, нарочито ако дође до гнојења слузокоже синуса. Често долази и до упале слузокоже дисајног пута, што се назива катар. На пример, ако су захваћене бронхије, онда је у питању бронхијски катар.
Попратни ефекат болести респираторних органа увек је кашаљ, зато што се њиме ти органи прочишћавају - избацује се слуз или друге примесе. 
Велики кашаљ се препознаје по снажним и грчевитим нападима кашља, који могу трајати више минута, а најчешће се јавља код деце. Ти напади често завршавају повраћањем. Узрочник је штапићаста бактерија која се са особе на особу преноси капљичастом инфекцијом.
Упала грла се јавља кад се прехлада дисајног пута пренесе на грло. Слузокожа је упаљена, надражена и храпава, а упаљене су и гласне жиле, које отекну и губе функцију. Последице су кашаљ и промукао глас. Оболели би требало да избегавају хладан, задимљен и запрашен ваздух и да поштеђују гласне жиле. Глас може бити угрожен и накупљањем слузи, на пример код дифтерије, када прети и гушење. Тада је потребна хитна лекарска интервенција.
Упалу плућа изазивају бактерије пнеумококе, које у плућа доспевају удахнутим ваздухом. Та болест почиње грозницом, телесна температура расте, да би седмог дана изненада опала, што је попраћено снажним знојењем. Након тога стање се поправља. Присутан је кашаљ, пробадање у грудима и астма (сипња). Упала плућа често је попраћена упалом поребрице, која често траје дуже и од саме упале плућа. Код ње долази до накупљања течности између поребрице и поплућнице, што може угрозити одвијање дисања. Најбоље помаже пунктирање, тј. уклањање те течности. Ако течност није присутна, онда је у питању сува упала поребрице.
Врло опасно обољење респираторних органа је рак плућа. Обично се доводи у везу са дуготрајним и претјераним пушењем цигарета и дувана на лулу. 
Туберкулоза плућа (ТБЦ, сушица, лат. tuberculum - „чворић“) је најраширенија од свих заразних респираторних болести. Изазивач је штапићасти бацил туберкулозе, који у плућа доспева са удахнутим ваздухом, али и храном, те се након њеног варења у цревима шири крвотоком и лимфом по читавом телу. Лечење је успешно под условом да је правовремено.